# Igüeña
Igüeña – gmina w Hiszpanii, w prowincji León, w Kastylii i León, o powierzchni 206,1 km². W 2011 roku gmina liczyła 1356 mieszkańców.